# 小木田の棒の手
小木田の棒の手(おぎたのぼうのて)は、愛知県春日井市小木田町にある小木田神社、および貴船神社の祭礼の際に奉納される県指定の無形民俗文化財である。 

## 概要
小木田の棒の手とは、愛知県春日井市小木田町に伝えられた棒術の演武である。流派は源氏天流で八幡太郎義家を流祖とし、明治元年に三河国吉良内東篠の佐々木内蔵介豊高、佐々木加兵衛尉豊雄から春日井郡瀬古村に伝えられ、明治21年（1888年）に関田村の河野万三郎義次と加藤平輔義平に伝えられ今日に至る。毎年10月第2日曜日に貴船神社と小木田神社で行われ、口伝を基本とするが、相伝目録等、歴史的に貴重な文献が保存されていたことから、昭和31年（1956年）6月21日に愛知県の無形民俗文化財に指定され、昭和34年（1959年）12月19日には皇居吹上御苑で天覧演武を行なっている。 熱田神宮の尚武祭、豊国神社の春祭にも奉納が続いている。

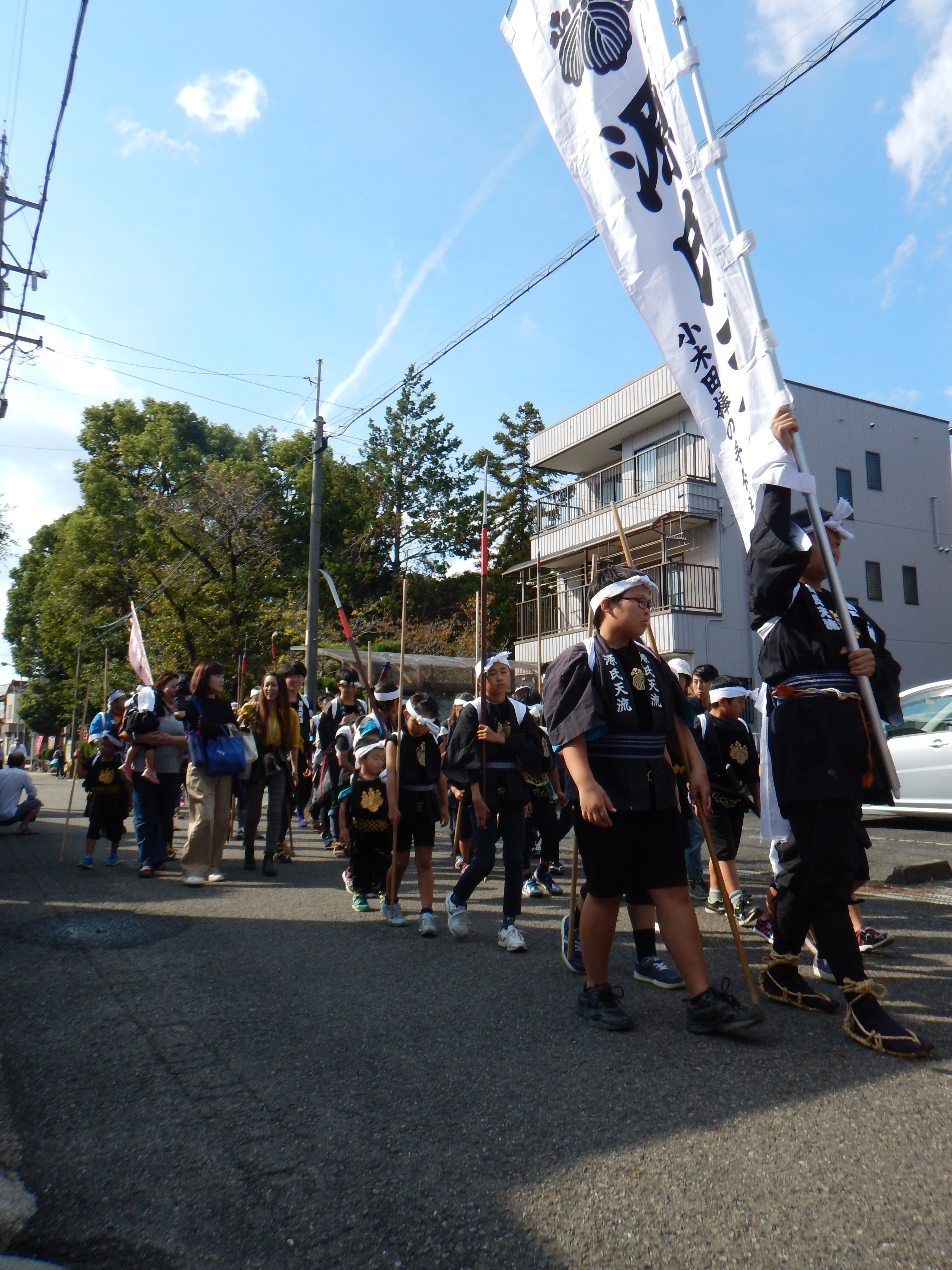
境外社である貴船神社から小木田神社への行列

## 歴史
「棒の手」という名前が使用されるまでは単に「棒」や「棒術」と呼ばれていた。文書によれば、春日井市内で「棒の手」の名称が使用され始めたのは文政8年（1825年）からとされるが、小木田の棒の手の流派である源氏天流は明治21年（1888年）に出来たとされる。云い伝えによれば、源氏天流は、清和天皇21代の末裔八幡太郎義家を開祖とし、新羅三郎兵衛、吉良三郎義康、吉良上野介義貞を経て三河国吉良内東城の住人である佐々木内蔵介豊高と佐々木加兵衛尉豊雄に相伝され、明治元年（1868年）、春日井郡瀬古村にある民宣道場の村瀬七郎左衛門尉良章、立田源左衛門良輝、岡田梅蔵、岡田又左衛門らへと伝わった。その後、明治21年（1888年）に旧関田村（現在の春日井市小木田町）の河野万三郎義次と加藤平輔義平に相伝され、関田村氏神郷社小木田神社の祭礼行事に奉納されて以来、今日に至ったものとされる。

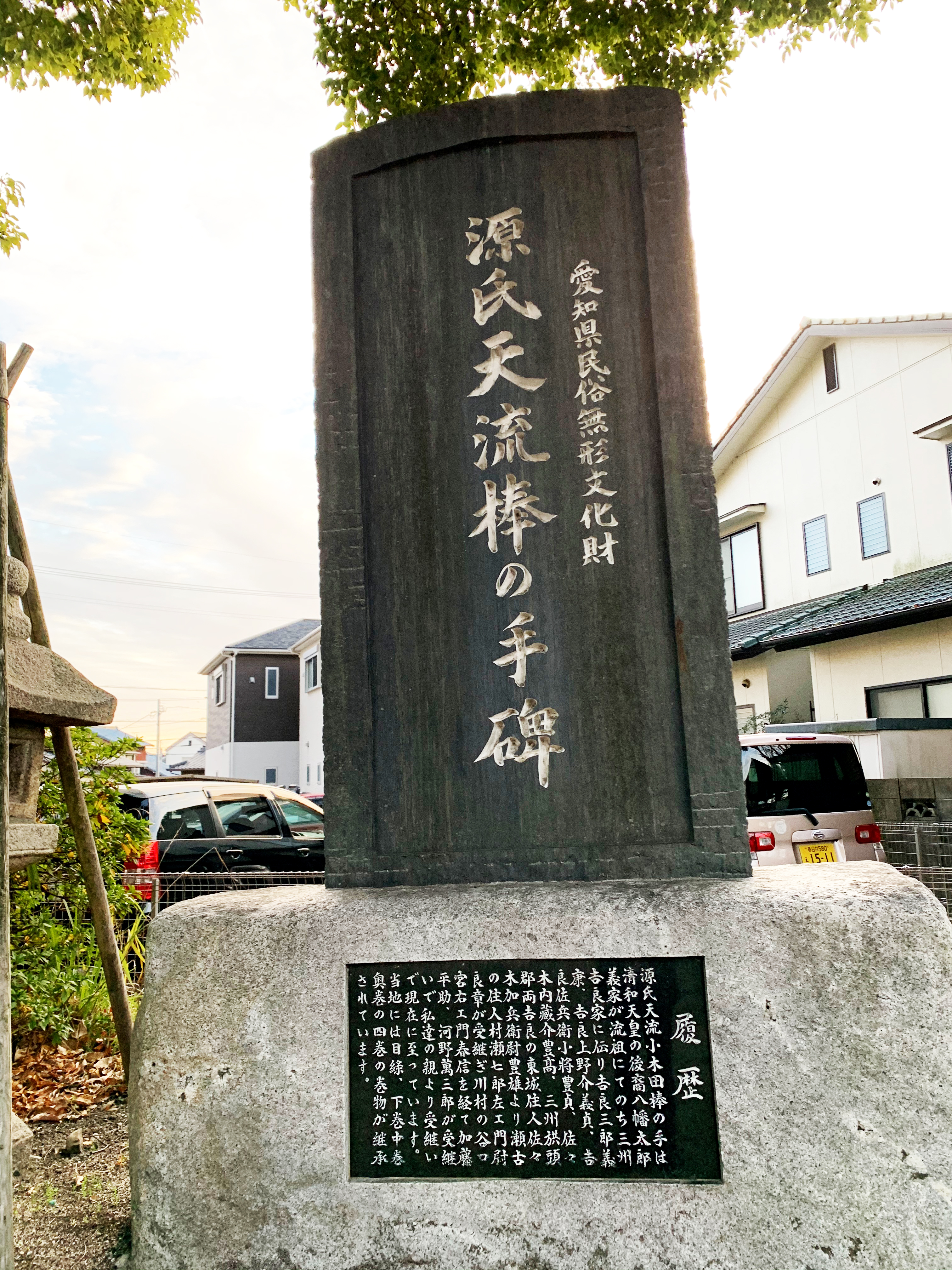
小木田神社境内の石碑

## 特徴
小木田の棒の手は、戦国時代末期の実践的な古武術の型を色濃く伝え、質実剛健とされる。激しい打ち合いやキレのある棒さばきが特徴であり、防衛守備が主で、他の流派の実演時間が3、4分であるのに対して源氏天流は2分が限界であるという。相伝目録には172手の技が記録されている。

## 源氏天流の技
塩を撒いて清めた場において、演者は特色のある掛け声を発しながら 2、3名が一組ずつ演技を行う。棒や薙刀など様々な道具を組み合わせて、定められた型を演じる。棒と棒や木刀による立ち合いを「表型」と呼び、刀、薙刀、槍、鎌などの「キレモノ」を用いるものを「裏型」と呼ぶ。相伝目録には百を超える技が記されているものの、今日では主に太刀棒・手割り・振り鎌・傘槍・真剣竹切・コップ槍等の技を中心に奉納や公演を行っている。

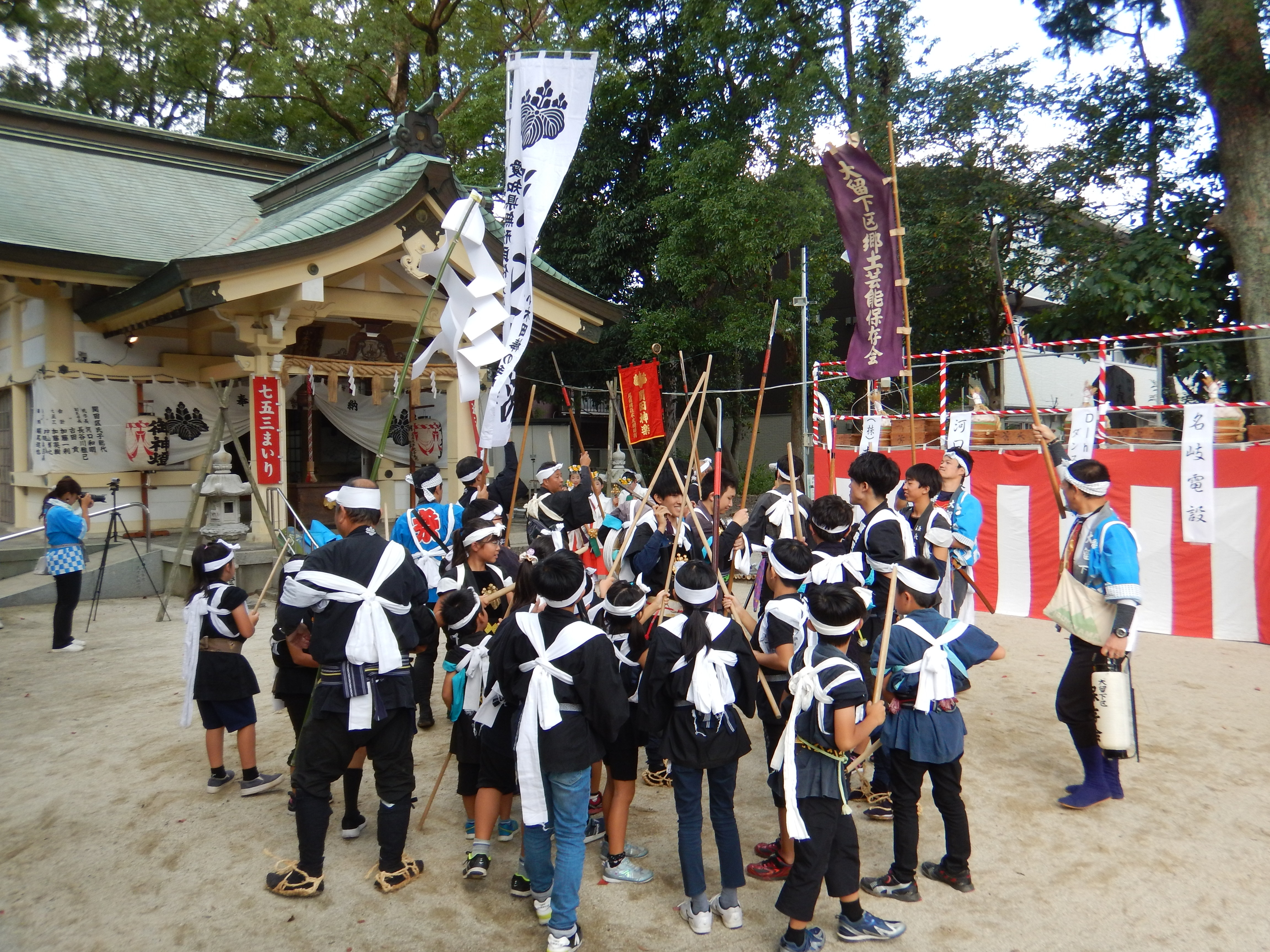
小木田の棒の手 儀式 棒合わせ

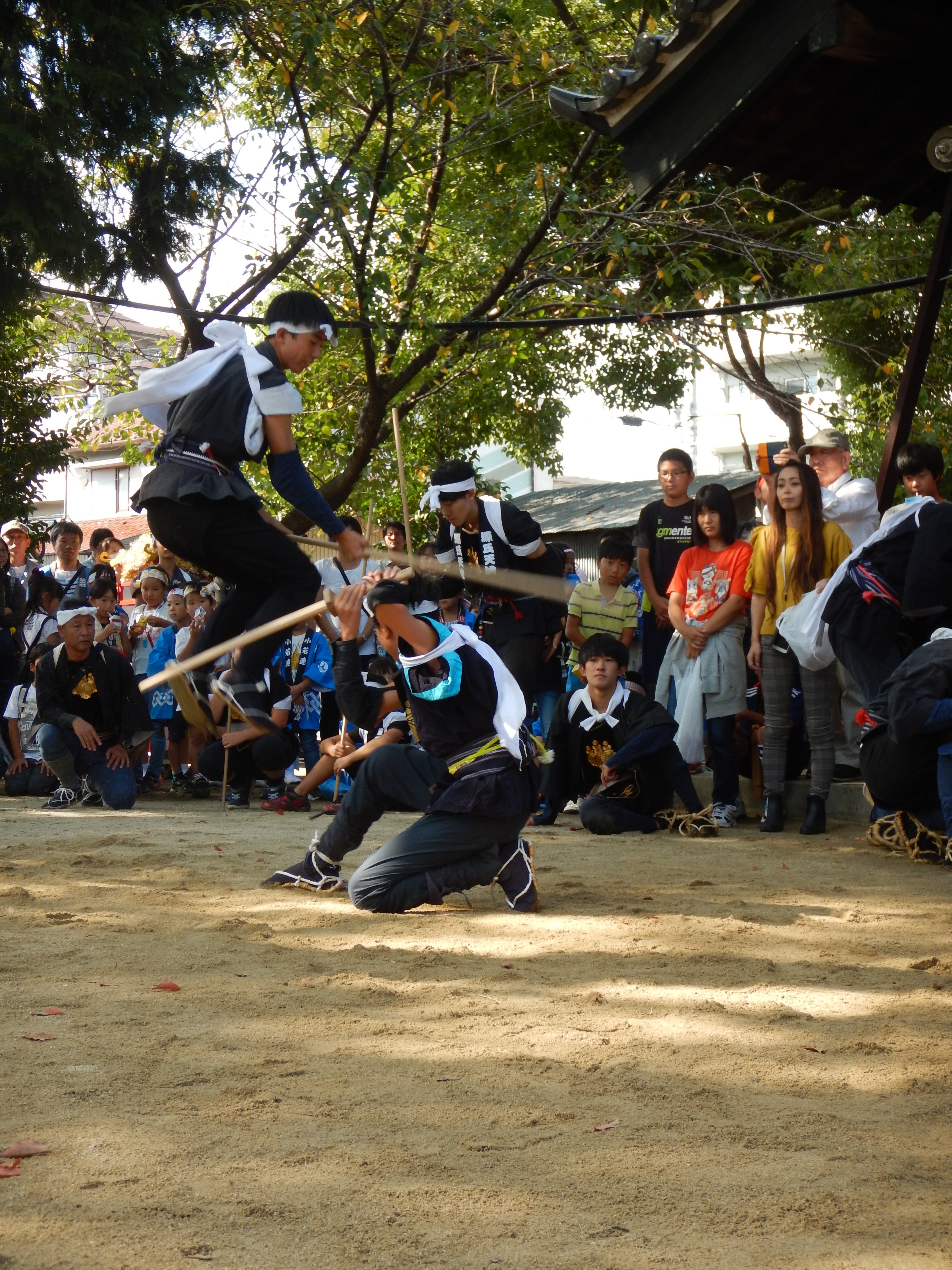
小木田の棒の手の演武

## 装束・道具
装束としては、半纏、股引、胸当て（風切）、足袋、脚絆、手甲、襷、鉢巻、わらじ、扇子、幟などを用いる。風切は、流派により異なる。小木田の棒の手では、一般的には小木田神社の桐の紋が金色で染めてあるが、師範においては赤色の下地に金糸で龍が刺繍され、その中に演者の家紋が縫い取られている。小木田の棒の手で使用する武具は、棒に限らず、槍、薙刀、木刀、刀、長柄鎌、十手（コップ）、鎖鎌、鞭、傘など様々なものがある。

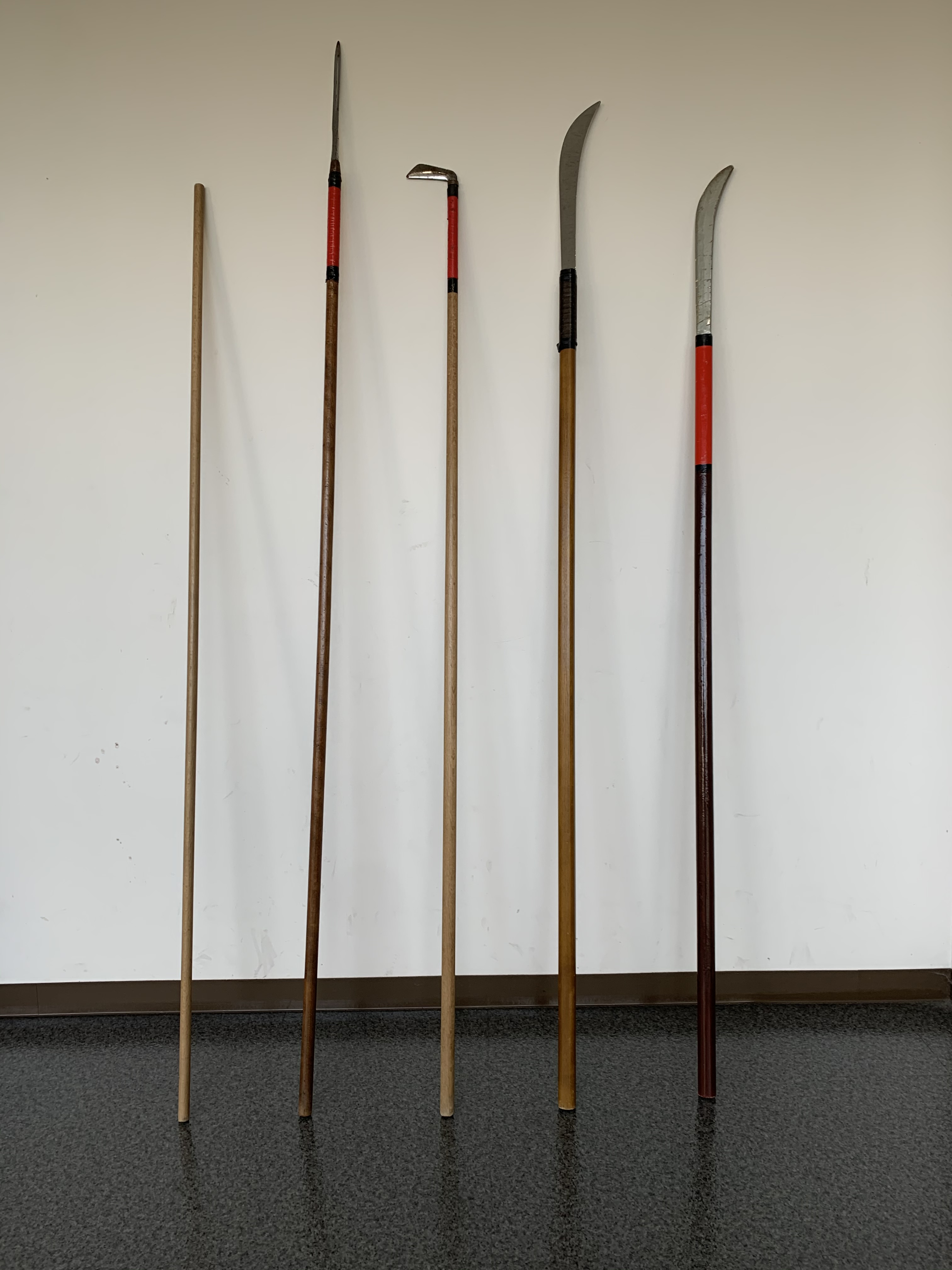
左から、棒、槍、長柄鎌、薙刀、木製薙刀
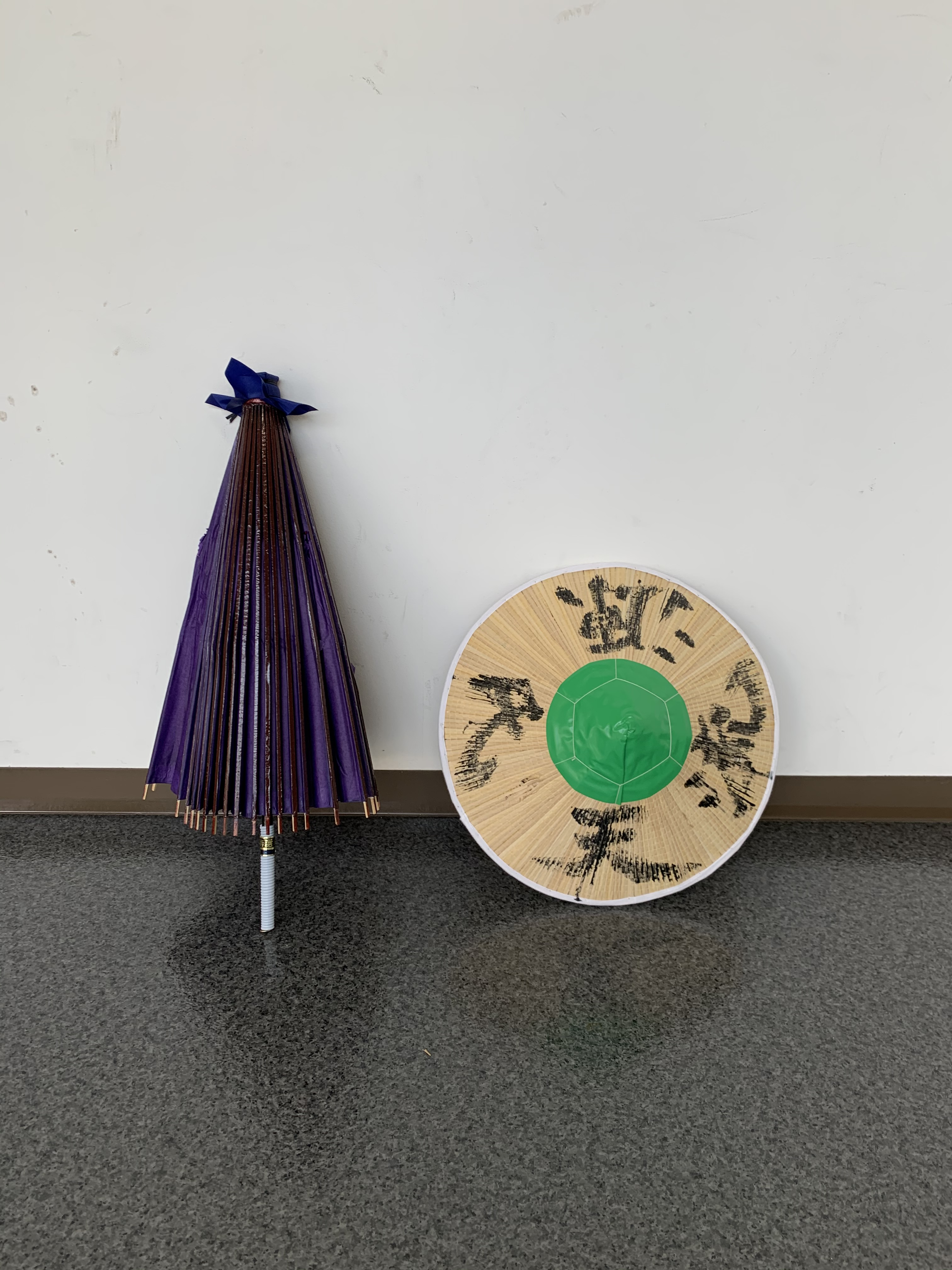
防御用の日傘、源氏天流のかぶり笠
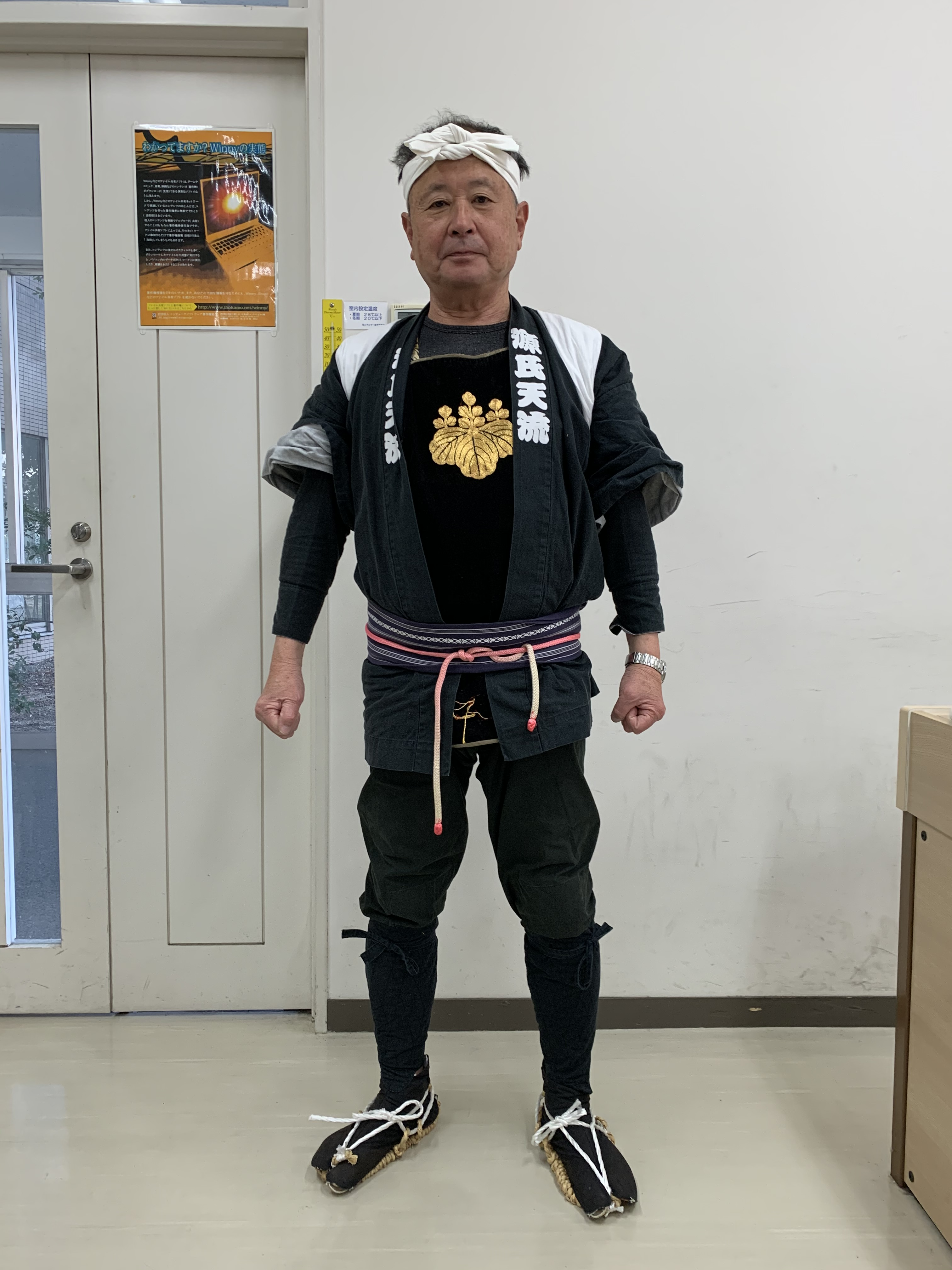
装束、正面
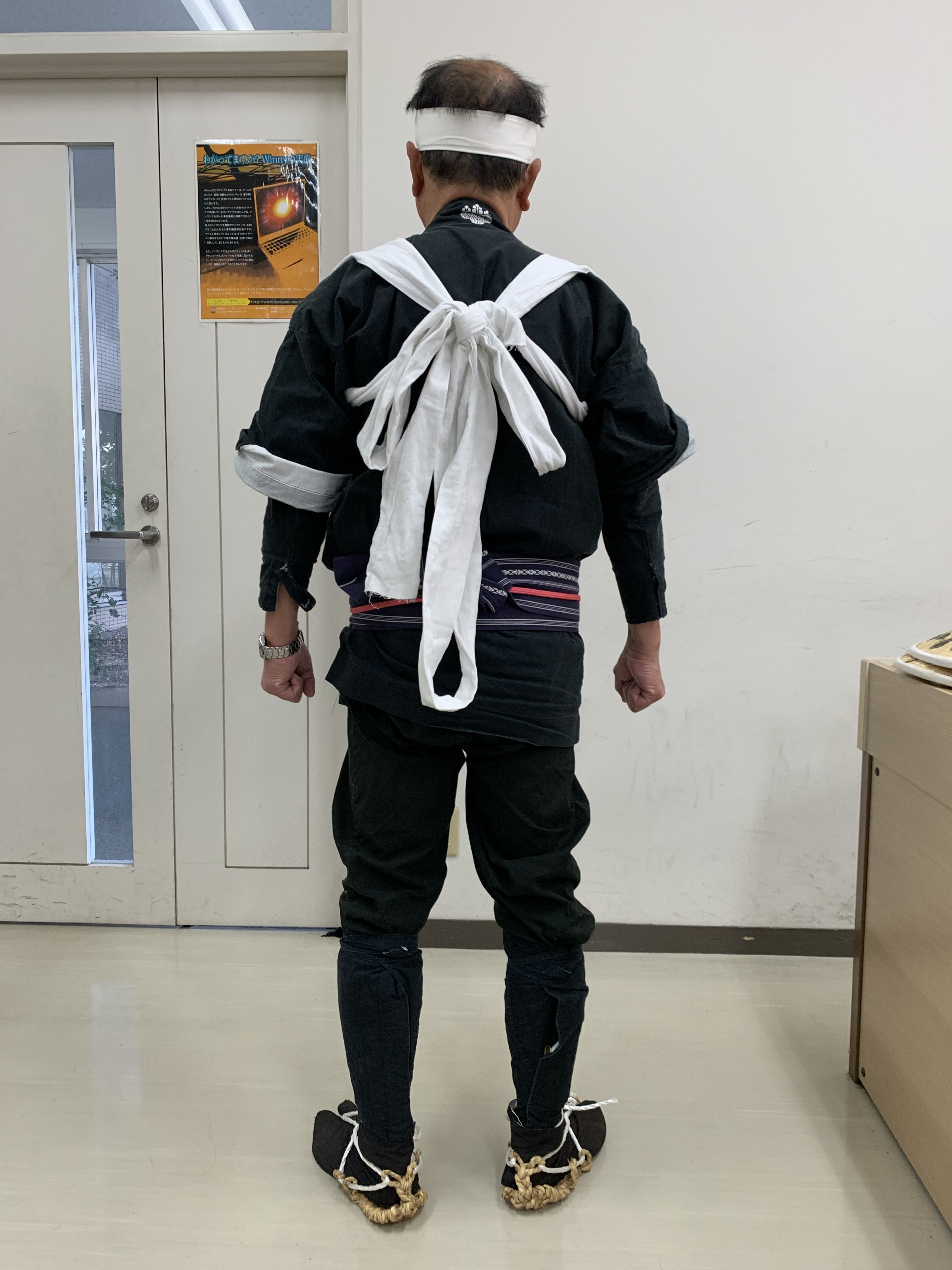
装束、背面
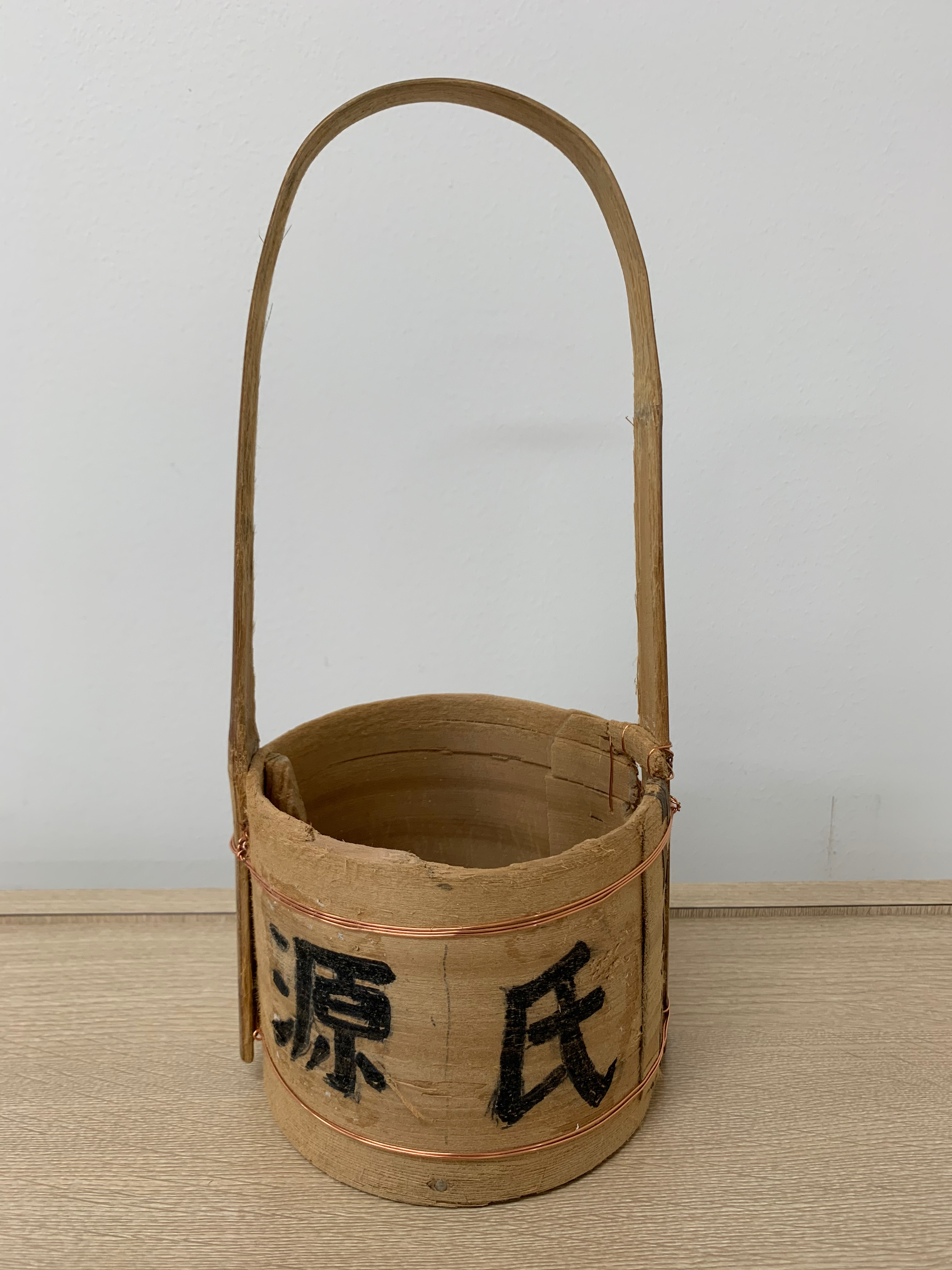
清めの塩を入れる塩桶

## 伝承方法
棒の手源氏天流相伝目録は、下巻、中段巻、奥の巻の天地人三巻が伝わる。棒の手の伝承方法は主に師から弟子へ口頭で伝えることが中心となっている。特に演武などの項目は目録に書き記されているが、重要な手順の場合は口頭で伝えている。小木田町源氏天流関田棒の手保存会の会員は、令和元年（2019年）9月26日現在で、3歳から70代まで40人在籍している。練習は貴船神社の境内で第1、3日曜の夜に行われている。小木田の棒の手は、5年に一度一定の技能を身につけた会員に認定書を授けて保存会に伝えられる巻物に名前を書き加える。20年以上心身を鍛え技を磨いた者に「範士」、10年以上の者に「錬士」、初めて1年以上の者に「門人」の称号が名誉会長である春日井市長から与えられる。 春日井市内に保存会が４つあり、平成30年（2018年）に市制75周年を迎えたのを機に、4団体の若手が棒の手活性化委員会を発足させ、祭礼での奉納以外にも年間を通して地域で演武を披露する場を設けている。